# ハスラー2
『ハスラー2』（The Color of Money）は、ウォルター・テヴィスの小説（角川文庫）、およびそれを原作とする1986年のアメリカ合衆国のドラマ映画。ポール・ニューマン主演の1961年の映画『ハスラー』（The Hustler）の、25年ぶりの続編であり、ポール・ニューマンは本作の演技で、アカデミー主演男優賞を受賞している。
映画版は、日本で公開されるとビリヤードブームを巻き起こし、都市部ではプールバーと呼ばれるビリヤードホールが相次いで開店した。それまで主流だったキャロム・ビリヤードに代わりポケット・ビリヤード（別名プール）が台頭する契機となった。

## キャスト
| 役名               | 俳優                                   | 日本語吹替        | 日本語吹替 | 日本語吹替 |
| 役名               | 俳優                                   | フジテレビ版      | 機内上映版 |            |
| ------------------ | -------------------------------------- | ----------------- | ---------- | ---------- |
| ファースト・エディ | ポール・ニューマン                     | 川合伸旺          | 羽佐間道夫 |            |
| ヴィンセント       | トム・クルーズ                         | 堀内賢雄          | 古川登志夫 |            |
| カルメン           | メアリー・エリザベス・マストラントニオ | 高島雅羅          |            |            |
| ジャネル           | ヘレン・シェイヴァー                   | 来宮良子          |            |            |
| ジュリアン         | ジョン・タトゥーロ                     | 曾我部和恭        |            |            |
| オーヴィス         | ビル・コッブス                         | 藤本譲            |            |            |
| エイモス           | フォレスト・ウィテカー                 | 安西正弘          |            |            |
| ケネディ           | アルヴィン・アナスタシア               | 古田信幸          |            |            |
| モーゼル           | ブルース・A・ヤング                    | 玄田哲章          |            |            |
| グレイディ         | キース・マクリーディ                   | 谷口節            |            |            |
| ダッド             | グレイディ・マシューズ                 | 松岡文雄          |            |            |
| デューク           | スティーヴ・ミゼラク                   | 峰恵研            |            |            |
| ダイアン           | エリザベス・ブラッコ                   | 横尾まり          |            |            |
| 審判長             | ハロルド・L・シモンセン                | 加藤精三          |            |            |
| ジャクソン         |                                        | 二瓶秀雄          |            |            |
| ウェイトレス       | クリスティーナ・シーゲル               | 伊倉一恵          |            |            |
| 路上プレイヤー     | イギー・ポップ                         |                   |            |            |
| ナレーション       | マーティン・スコセッシ                 | 大塚明夫          |            |            |
|                    |                                        |                   |            |            |
| 演出               | 演出                                   | 小山悟            |            |            |
| 翻訳               | 翻訳                                   | 岩本令            |            |            |
| 効果               | 効果                                   | 遠藤堯雄 桜井俊哉 |            |            |
| 調整               | 調整                                   | 小野敦志          |            |            |
| 制作               | 制作                                   | 東北新社          |            |            |
| 解説               | 解説                                   | 高島忠夫          |            |            |

- フジテレビ版：初回放送1988年10月1日『ゴールデン洋画劇場』

## ストーリー
原作の小説と映画では設定と登場人物が異なる。原作では初老のエディが主人公で、若手ハスラーのクーリーと一世一代の勝負に出る。映画版はポール・ニューマン演じる主人公のエディと、トム・クルーズ演じる若いハスラーのヴィンセントは師弟のような関係性をもつ。

### 映画
前作でミネソタ・ファッツと死闘を演じてから25年の歳月が経ち、かつて「ファースト・エディ」と異名をとった凄腕ハスラー、エディ（ポール・ニューマン）はいまや白髪の50代。今は賭けビリヤードから足を洗い、セールスマンとして生計をたて、恋人のジャネル（ヘレン・シェイヴァー）との生活のことなども考えていた。
ある日、エディは若いビリヤード・プレイヤー、ヴィンセント（トム・クルーズ）とその恋人カルメン（メアリー・エリザベス・マストラントニオ）と出会った。ヴィンセントの天性を感じさせる腕前に、エディはかつての情熱を思い出す。エディは、数カ月後にアトランティックシティで行われるナインボールの大会にヴィンセントを参加させるため、カルメンも同行させ、アトランティックシティを目指す武者修行の旅に出た。この旅で、エディはヴィンセントにゲームの勝ち方、負け方、そして負けて金をかせぐ方法など、自分の知っていることをすべて伝え、一流の勝負師に育てようと思っていた。ヴィンセントはエディの指導を受け、また全米各地の強豪と野試合を重ね成長していく。だが道中、エディはある勝負で屈辱的に負けたことをきっかけに、ヴィンセントとカルメンとは別々に大会に向かうことを決意した。そして己を鍛え直すエディ。アトランティックの大会で再会し、それぞれ順調に勝ち上がっていった2人は、大会の準々決勝で対戦するが…。

### 小説
前作でミネソタ・ファッツと死闘を演じてから25年の歳月が経ち、かつて「ファースト・エディ」と異名をとった凄腕ハスラー、エディはいまや頭には白いものがまじる50歳。今は賭けビリヤードから足を洗い、平凡な女性と結婚し、ビリヤード場を経営して生計をたてていた。だが彼の店は経営不振で人手にわたり、妻ともすれ違いから離婚する。昔のようにビリヤードで生計を立てようにも時代は変わり、また長年の市民生活のうちに彼のビリヤードの腕はすっかりなまっていた。
ある日、エディは今は海岸に隠棲してバード・ウォッチングをして暮らしているミネソタ・ファッツを訪問する。プロのビリヤード・プレイヤーになり、賞金を稼ぎたいと言う彼にファッツは「今の君には無理だ。昔の腕を取り戻したかったら、一日に8時間練習しろ。そして金を賭けて、いろいろな相手と勝負しろ」と忠告する。数カ月後にアトランティックシティで、ナインボールの大会があり、エディはその大会に参加することにした。愛人のアラベラとともに、アトランティックシティのビリヤード大会を目指すエディの武者修行の旅が始まった。
全米各地の強豪と野試合を重ね、徐々に勘を取り戻してゆくエディだったが、ある日エディは若いビリヤード・プレイヤー、クーリーと勝負した。天性を感じさせる腕前に、エディは屈辱的に敗れ去る。ショックでいったんはプロのビリヤード・プレイヤーになる夢をあきらめ、エディはレキシントンの町で、有り金をはたいてアラベラと小さな画廊を開く。うまくいきかけたその矢先、彼の画廊は放火されて全焼する。すべてを失ったエディは、ただひとつ残った愛用のバラブシュカを抱えてアトランティックシティの大会にやってきた。勝ち上がっていったエディは、大会の決勝戦でクーリーと対戦する。